# Heyfield
Heyfield är en ort i Australien. Den ligger i kommunen Wellington och delstaten Victoria, omkring 160 kilometer öster om delstatshuvudstaden Melbourne. Antalet invånare är 2 024.
Runt Heyfield är det mycket glesbefolkat, med 3 invånare per kvadratkilometer.. Heyfield är det största samhället i trakten.
Trakten runt Heyfield består till största delen av jordbruksmark. Genomsnittlig årsnederbörd är 1 155 millimeter. Den regnigaste månaden är juni, med i genomsnitt 179 mm nederbörd, och den torraste är januari, med 50 mm nederbörd.